# معركة هليوبوليس (1800)
كانت معركة هليوبوليس بمثابة اشتباك وقع في 20 مارس 1800 في هليوبوليس بين جيش المشرق الفرنسي بقيادة الجنرال كليبر ضد الجيش العثماني المدعوم من القوات البريطانية.

## الخلفية
شارك كليبر في مفاوضات مع كل من البريطانيين والعثمانيين، بهدف إخلاء باقي القوة الفرنسية من مصر للمشاركة في عمليات في أوروبا. تم إبرام اتفاق اتفاقية العريش في 23 يناير 1800 والتي سمحت بمثل هذه العودة إلى فرنسا، ولكن ثبت أنها كانت مستحيلة التطبيق بسبب الانقسامات الداخلية بين البريطانيين وتردد السلطان، وهكذا تم استئناف الصراع في مصر.
تعرض «كليبر» للخيانة من قبل الأدميرال البريطاني كيث، الذي لم يحترم اتفاقية العريش. استأنف كليبر الأعمال العدائية، لأنه رفض الاستسلام. اعتقد البريطانيون والعثمانيون أن جيش المشرق كان الآن أضعف من أن يقاومهم، وهكذا قام يوسف باشا بمسيرة في القاهرة، حيث أطاع السكان المحليون دعوته إلى الانتفاضة.

## المعركة
هاجم كليبر القوات التركية المدعومة من بريطانيا في هليوبوليس، مع أنه لم يكن لديه أكثر من 10,000 رجل، حيث انتصر الفرنسيين على عكس كل التوقعات وهزموا الجيش العثماني، الذي فاقهم عددًا، واستعادوا القاهرة.

## معرض الصور

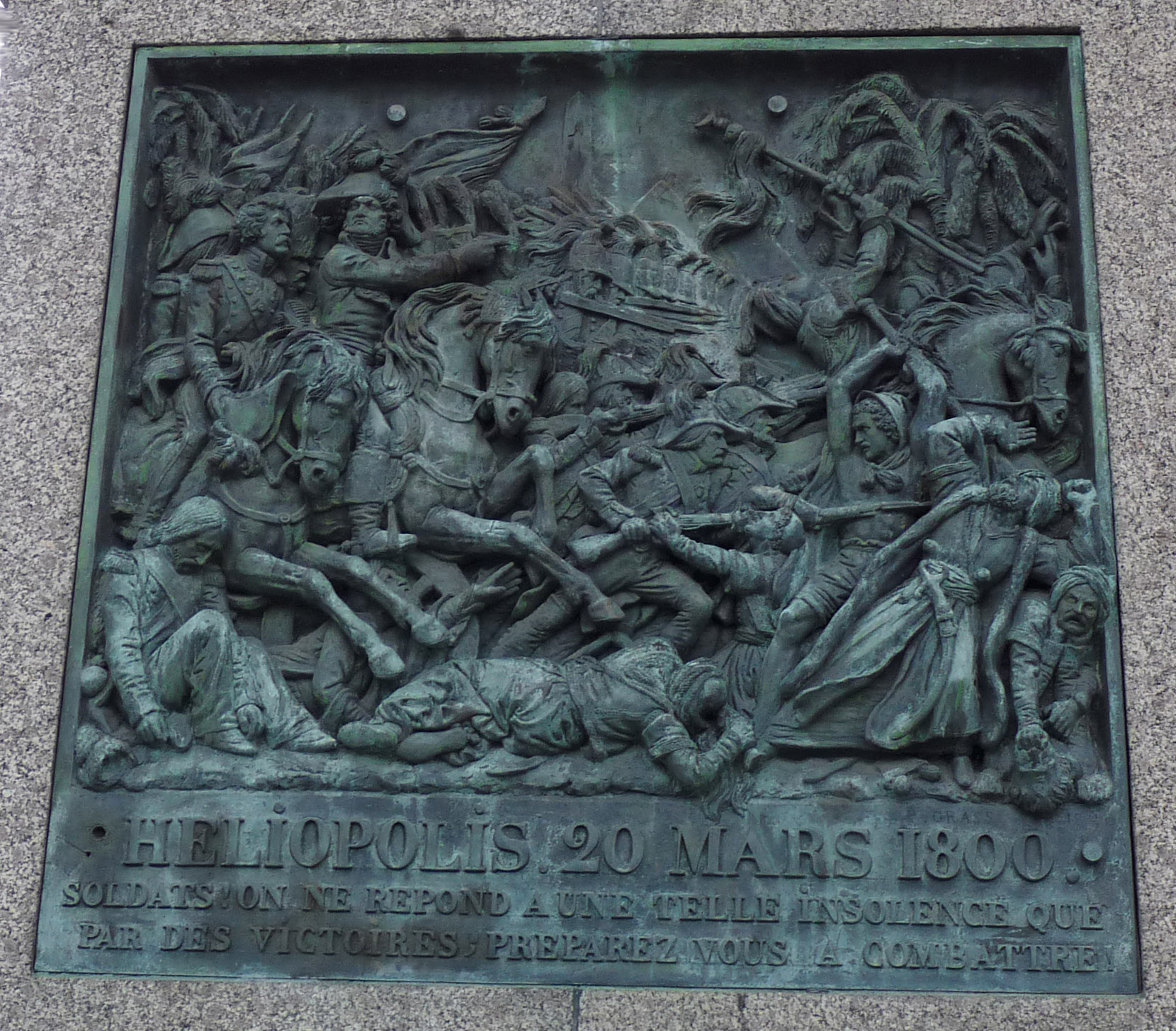
الجنرال كليبر منتصرًا في هليوبوليس، 20 مارس 1800، بواسطة فيليب جراس. نحت عام في ساحة كليبر في ستراسبورغ.